# Deutsche Grammophon
Deutsche Grammophon (DG) es una compañía discográfica alemana con sede en Hannover y más tarde en Berlín, especializada en música clásica. Fue fundada en 1898 por Emile Berliner. En la actualidad forma parte de Universal Music Group. DG ha sido siempre reconocida por sus altos estándares en alta fidelidad.

## Historia
Fue fundada con el nombre "Deutsche Grammophon Gesellschaft (DGG)" el 6 de diciembre de 1898 por Emile Berliner, un ciudadano estadounidense de origen alemán. Radicada en la ciudad alemana de Hannover, se trataba de la rama local alemana de su compañía Berliner Gramophone, lo que la convierte en la discográfica más antigua del mundo aún operativa. La compañía tuvo vínculos inicialmente con la discográfica estadounidense Victor Talking Machine Company, que en 1929 pasó a llamarse RCA Victor y con la británica His Master's Voice, que terminaron con la Primera Guerra Mundial. 

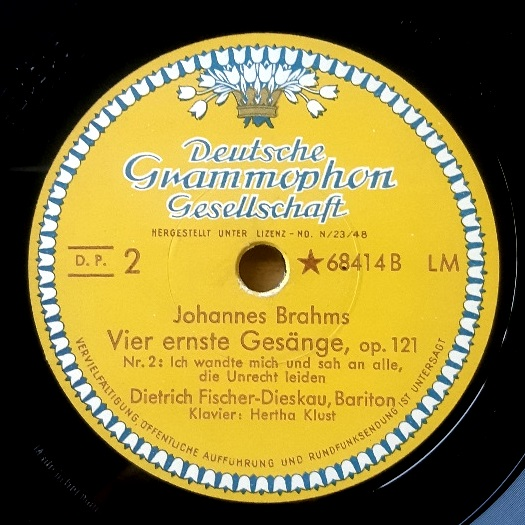
Disco de Dietrich Fischer-Dieskau con el nuevo logotipo de la corona de tulipanes.

En 1941 fue adquirida por la empresa de electrónica Siemens & Halske. En 1945 como parte de los términos de rendición de Alemania al final de la Segunda Guerra Mundial Deutsche Grammophon perdió sus derechos sobre el sello His Master's Voice (La voz de su amo) que pasaron a propiedad de discográfica británica EMI. El famoso logotipo del perro escuchando el gramófono, registrado por Emile Berliner el 16 de julio de 1900, fue reemplazado por la "corona de tulipanes" que diseñó el publicista de Siemens Hans Domizlaff.
En 1962 Siemens creó una alianza societaria con la compañía neerlandesa Philips que dio lugar al grupo discográfico DGG/PPI, que pasó a incluir el sello PolyGram. También fue propietaria del sello Polydor Records, la primera discográfica con la que grabaron The Beatles.
Fue pionera en la introducción masiva del disco compacto en el mercado de la música clásica con la producción y comercialización de grabaciones de música clásica interpretadas por Herbert von Karajan y la Orquesta Filarmónica de Berlín desde 1983, siendo la primera grabación la Sinfonía alpina de Richard Strauss.
En 1987 Siemens vendió su participación en DG y Philips se convirtió en accionista mayoritario. En 1998 la compañía canadiense Seagram Company Ltd. compró DG y Polygram a Philips. Desde entonces forma parte de Universal Music Group, que es una división del grupo francés Vivendi Universal.
La firma cuenta con un enorme catálogo de notables grabaciones. La compañía está reeditando una parte de estas con la etiqueta Originals. Los discos compactos etiquetados Originals son reconocibles por su diseño que recrea el aspecto de los discos de vinilo y sus carátulas originales.

## Artistas
- Directores de orquesta: Claudio Abbado, Daniel Barenboim, Leonard Bernstein, Karl Böhm, Pierre Boulez, Myung-whun Chung, Gustavo Dudamel, Ferenc Fricsay, Wilhelm Furtwängler, John Eliot Gardiner, Reinhard Goebel, Nikolaus Harnoncourt, Jakub Hrůša, Eugen Jochum, Herbert von Karajan, Carlos Kleiber, Rafael Kubelík, James Levine, Cristian Măcelaru, Ígor Markévich, Zubin Mehta, Andris Nelsons, Hera Hyesang Park, Trevor Pinnock, Mijaíl Pletniov, Yannick Nézet-Séguin, Karl Richter, William Steinberg,  Christian Thielemann, Long Yu.
- Conjuntos de cámara: Amadeus Quartet, Beaux Arts Trio, Emerson String Quartet, Hagen Quartet, Janáček Quartet, LaSalle Quartet, Melos Quartet.
- Conjuntos corales y vocales: Coro de la Accademia Nazionale di Santa Cecilia, Ambrosian Opera Chorus, Coro Arnold Schoenberg, Coro de la Radio de Baviera, Coro de la Ópera Estatal de Baviera, Coro de la Catedral de Santa Eduvigis en Berlín, Coro de la Sinfónica de Chicago, Coro de la Deutsche Oper Berlin, Coro de cámara Eric Ericson, Coro de niños de Berlín, Coro de La Scala, Coro de Maggio Musicale Fiorentino, MDR Rundfunkchor, Coro de la Metropolitan Opera, Monteverdi Choir, Mormon Tabernacle Choir, Radio Chorus of the NOS, Hilversum, Coro de cámara RIAS, Coro de la Capilla Sixtina, Coro de la Ópera Nacional de Sofía, Coro de la Radio de Suecia, Niños Cantores de Viena, Coro de la Ópera Estatal de Viena, Vocalensemble Rastatt, Wiener Singverein, Coro de la Ópera de Zúrich.
- Orquestas: Orquesta Sinfónica de la Radio de Baviera, Orquesta Sinfónica de Radio Berlín, Orquesta Sinfónica de Boston, Orquesta Filarmónica de Berlín, Orquesta de Cámara de Europa, Orquesta Sinfónica de Chicago, Concerto Köln, Orquesta Estatal Sajona de Dresde, English Baroque Soloists, The English Concert, Orquesta Filarmónica de Leningrado, Orquesta Sinfónica de Londres, Orquesta Filarmónica de Los Ángeles, Musica Antiqua Köln, Orquesta Filarmónica de Nueva York, Orquesta Nacional de Francia, Orquesta de la Revolucionaria y Romántica, Orquesta de Cámara Orpheus, Orquesta Philharmonia, Orquesta Filarmónica de Viena.
- Cantantes: Ildar Abdrazakov, Roberto Alagna, Ettore Bastianini, Kathleen Battle, Benjamin Bernheim, Grace Bumbry, Montserrat Caballé, Ildebrando D'Arcangelo, Dietrich Fischer-Dieskau, Plácido Domingo, Oralia Domínguez, Franco Fagioli, Julie Fuchs, Elina Garanca, Matthias Goerne, Gundula Janowitz, Siegfried Jerusalem, Magdalena Kožená, Edith Mathis, Jolanda Meneguzzer, Anna Netrebko, Jessye Norman, Anne Sofie von Otter, René Pape, Patricia Petibon, Anna Prohaska, Thomas Quasthoff, Christine Schäfer, Peter Schreier, Leopold Simoneau, Antonietta Stella, Rita Streich, Cheryl Studer, Bryn Terfel, Jonathan Tetelman, Camille Thomas, Gerhard Unger, Rolando Villazón, Fritz Wunderlich, Teresa Zylis Gara.
- Pianistas: Pierre-Laurent Aimard, Giuseppe Albanese, Géza Anda, Martha Argerich, Daniel Barenboim, Rafał Blechacz, Rudolf Buchbinder, Seong-Jin Cho, Đặng Thái Sơn, Christoph Eschenbach, Friedrich Gulda, Hélène Grimaud, Clara Haskil, Vladimir Horowitz, Walter Gieseking, Emil Gilels, Wilhelm Kempff, Evgeny Kissin, Lang Lang, Yundi Li, Bruce Liu, Jan Lisiecki, Arturo Benedetti Michelangeli, Víkingur Ólafsson, Alice Sara Ott, Murray Perahia, Maria João Pires, Menahem Pressler, Ivo Pogorelich, Maurizio Pollini, André Previn, Max Richter, Sviatoslav Richter, Francesco Tristano Schlimé, Rudolf Serkin, Grigory Sokolov, Daniil Trifonov, Anatol Ugorski, Yuja Wang, Alexis Weissenberg, Ingolf Wunder, Krystian Zimerman.
- Violinistas: Yuri Bashmet, Lisa Batiashvili, Renaud Capuçon, María Dueñas, Joshua Epstein, Christian Ferras, David Garrett, Reinhard Goebel, Hilary Hahn, Daniel Hope, Bomsori Kim, Gidon Kremer, Daniel Lozakovich, Nathan Milstein, Mijaíl Simonián, Shlomo Mintz, Anne-Sophie Mutter, Itzhak Perlman, Nemanja Radulović, Vadim Repin, Wolfgang Schneiderhan, Gil Shaham, Esther Yoo, Pinchas Zukerman.
- Violonchelistas: Pierre Fournier, Mischa Maisky, Truls Mørk, Siegfried Palm, Mstislav Rostropovich, Kian Soltani.
- Trompetistas: Maurice André, Philip Jones, Adolph Herseth, Wynton Marsalis, Rafael Méndez, Philip Smith, Pierre Thibaud.

## Series del catálogo
- 100 Years Salzburger Festspiele
- 20/21
- Archiv Produktion (música antigua y barroca)
- The Artist's Album
- Classic Opera
- Classical Bytes
- Complete Beethoven Edition
- Claudio Abbado Complete Recordings on DG and Decca
- Bach 333 Complete Edition (con Decca)
- Carlos Kleiber Complete Recordings on DG
- Centenary Collection
- Conductors & Orchestras
- Collectors Edition
- Classical Choice
- Classikan
- DG 111
- DG 120
- DG 2 CD
- Edge
- Entrée
- The Essentials
- Ferenc Friscay Complete Recordings on DG
- First Choice
- Galleria
- Grand Prix (ganador del Grand Prix du Disque)
- John Eliot Gardiner Complete Recordings on DG and Archiv
- Karajan 1960s, 1970s, 1980s
- Karajan Choral and Sacred Recordings
- Karajan Complete Recordings On DG And Decca
- Karajan Master Recordings
- Karajan Gold
- Karajan Symphony Edition
- Karl Böhm Complete Orchestral Recordings on DG
- Rafael Kubelík The Complete Recordings on DG
- Lorin Maazel Complete Recordings on DG
- Martha Argerich The Collection
- Martha Argerich The Complete Recordings on DG
- Mozart 225 Complete Edition (con Decca, 200 CD set)
- Mozarts Meisterwerke. Mozart Master Works (25 CDs)
- LA Phil 100 Years
- LA Phil Live
- The Leonard Bernstein Collection
- Leonard Bernstein Complete Recordings on DG and Decca
- Opera House
- Oper auf Deutsch
- Original Masters
- The Originals - Legendary Recordings
- Spotlight
- Steinway Legends
- Trio (3 CD sets)
- Weekend Classics
- Westminster Legacy
- Wilhelm Kempff Edition
- Wolfgang Schneiderhan Complete Recordings on DG
- The Works
- Virtuoso